# Grebenaț

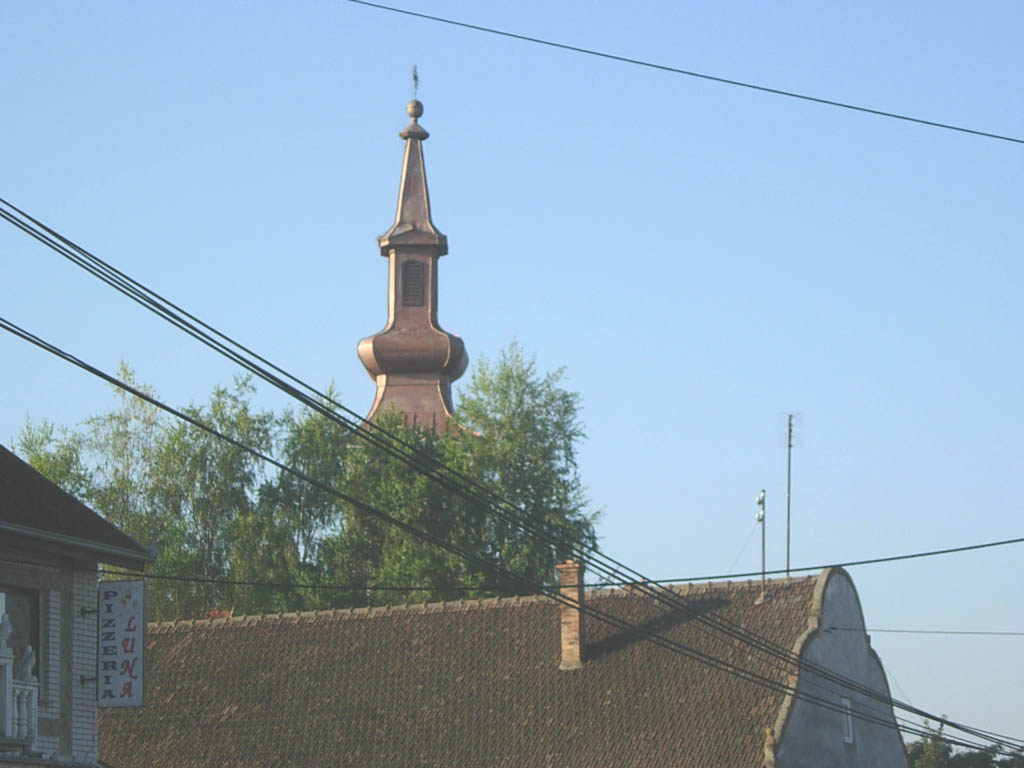
Biserica ortodoxă română

Grebenaț (în sârbă Grebenac, în maghiară Gerebenc, în germană Grebenatz) este o localitate în Districtul Banatul de Sud, Voivodina, Serbia. Satul este locuit, în majoritate, de etnici români. La recensământul din 2002 au fost înregistrați 1.017 locuitori. 
Aici s-a născut poetul de origine română Vasko Popa. A studiat la Universitatea din Bucuresti și apoi la Viena. In al II-lea razboi mondial a luptat ca partizan și a fost luat prizonier și ținut în captivitate într-un lagar de concentrare german. 
Tot aici s-a născut Petru Lungu, care s-a înrolat în armata română și a luptat în al II-lea război mondial fiind remarcat în bătăliile cu armata roșie. A fost luat prizonier la cotul Donului. A făcut și campania din Vest contra Germaniei. Nu s-a putut reîntoarce acasă unde avea o soție datorită persecuțiilor de după război. A rămas apoi în Franța de unde s-a înrolat în legiunea străină. A luptat apoi în Africa și în Vietnam, fiind luat prizonier la Dien Ben Phu, la capitularea francezilor. S-a căsătorit cu o vietnameză și apoi la retragerea trupelor americane după pacea lui Nixon a revenit în Europa. Prima soție din Grebenaț s-a mutat în Satchinez în Banatul Românesc. Petru a murit în 1999.  
Prezența românilor este atestată de la începutul secolului al X-lea. 
Există o cruce de piatră la cimitirul din Grebenaț din anul 1297 și există document atestat la Viena din anul 1345 despre un proces la tribunal între familia Luca si o altă familie.

## Personalități
- Danijel Morariju⁠(en)[traduceți] (n. 1991), fotbalist

## Monumente istorice
- Biserica Înălțarea Domnului din Grebenaț

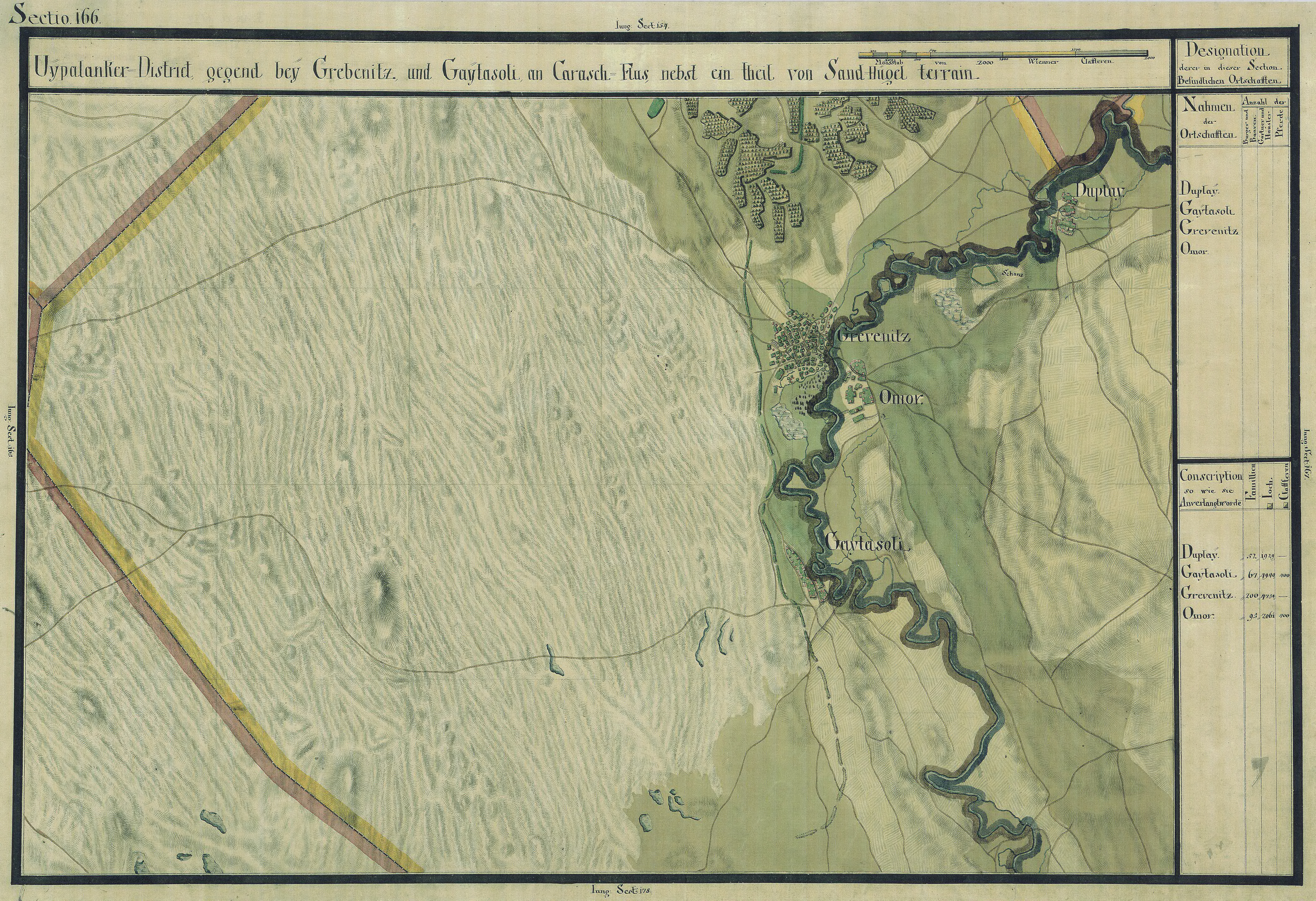
Grebenaţ în Harta Iosefină a Banatului, 1769-1772

1. ↑  , Republicki geodetski zavod[*] http://web.archive.org/web/20160530172604/http://www.rgz.gov.rs/upload/web/Spisak%20KO-20150521.zip, arhivat din original la 30 mai 2016 Lipsește sau este vid: |title= (ajutor)